# Entephria multicavata
Entephria multicavata là một loài bướm đêm trong họ Geometridae.